# 埃娃·卡尔沃
埃娃·卡尔沃（西班牙語：Eva Calvo，1991年7月29日—），西班牙女子跆拳道运动员。她曾代表西班牙参加2016年夏季奥林匹克运动会跆拳道比赛，获得女子57公斤级银牌。